# I Don't Want to Change the World
"I Don't Want to Change the World" é uma canção de heavy-metal do roqueiro britânico Ozzy Osbourne.
A canção é a faixa 2 do álbum No More Tears, lançado em 1991, e tem a duração de 4:04min. Ela foi composta por Ozzy Osbourne, Zakk Wylde, Randy Castillo e Lemmy Kilmister.

## Prêmios e Indicações

### Grammy Awards
| Ano  | Single                             | Categoria              | resultado | Ref.              |
| ---- | ---------------------------------- | ---------------------- | --------- | ----------------- |
| 1994 | "I Don't Want to Change the World" | Best Metal Performance | Venceu    | [ 1 ] [ 2 ] [ 3 ] |